# Плантејшон (округ Сарасота, Флорида)
Плантејшон (енгл. Plantation, Sarasota County) насељено је место без административног статуса у америчкој савезној држави Флорида.

## Демографија
По попису из 2010. године број становника је 4.919, што је 751 (18,0%) становника више него 2000. године.
| Група             | 2000.         | 2010.         |
| Белци             | 4.091 (98,2%) | 4.770 (97,0%) |
| Афроамериканци    | 10 (0,2%)     | 28 (0,6%)     |
| Азијати           | 13 (0,3%)     | 36 (0,7%)     |
| Хиспаноамериканци | 34 (0,8%)     | 76 (1,5%)     |
| Укупно            | 4.168         | 4.919         |